# Gerard Manley Hopkins
Gerard Manley Hopkins (Stratford, Londres, 28 de julho de 1844- 8 de junho de 1889), um padre jesuíta, foi um dos maiores poetas da literatura inglesa.
A sua primeira grande obra foi o poema "O naufrágio do Deutschland" (1875), ao qual seguiram-se poemas líricos como "O francelho", "A calhandra enjaulada"", "O Oxford de Duns Scotus", e "Henry Purcell". Em 1877 escreveu seus trágicos "Sonetos Obscuros", o primeiro dos quais é "Carrion Comfort" (c. 1885). Sua obra completa foi publicada em 1930.
Os impulsos homoeróticos de Hopkins, dirigidos sobretudo a Digby Mackworth Dolben, um colega de Eton, parecem ter tido uma influência decisiva sobre o tom, qualidade e mesmo com o conteúdo da sua poesia. O autor de uma biografia de Hopkins, Robert Bernard Martin afirma que o encontro com Dolben, por ocasião do 17.º aniversãrio de Hopkins, foi provavelmente o momento mais marcante emocionalmente da vida de Hopkins, sobre o qual escreveu abundantemente nos seus diários e a quem dedicou inúmeros poemas, incluindo muitos de caracter elegíaco, considerados dos melhores de Hopkins, após a morte por afogamento de Dolben em 1867.
Na Páscoa de 2021, o Carlos, Príncipe de Gales gravou o poema de Gerard Manley Hopkins, God’s Grandeur, que será ouvido na cerimónia de Páscoa Stonyhurst College, uma escola católica em Lancashire, onde Hopkins foi professor.